# Pieter de Molyn
Pieter de Molyn  (ou Molijn), né à Londres le 6 avril 1595 et mort à Haarlem le 23 mars 1661, est un graveur, peintre, dessinateur et éditeur néerlandais. C'est l'élève le plus connu de Jan van Goyen.

## Biographie
Pieter de Molijn est né à Londres en avril 1595 et baptisé le 6 de ce mois. Il est le fils de Pieter de Molijn, marchand de tissus gantois, et de la bruxelloise Lijntgen van den Bos, qui vont émigrer à Londres avant la naissance du fils.
Il a été actif à Haarlem de 1616 à sa mort. Il a été l'élève d'Esaias van de Velde l'Ancien, puis a voyagé à Rome en 1618, ainsi que l'indique sa signature sur une œuvre, In Rome den 6 junij 1618/Pieter du Molyn, publiées dans le Anicorum de Wybrand de Geest.
En 1630, il devient doyen ou commissaire de la guilde de Saint-Luc de la ville,.
Il a eu plusieurs élèves notables, parmi lesquels Gerard ter Borch, dit « le Vieux » (en) et son fils Gerard ter Borch, Jan Coelenbier (en), Allaert van Everdingen, Anthony Molijn et Jan Wils (en). Il a de plus fortement influencé Cornelis Symonsz van der Schalcke (en) et Herman Saftleven II.
Pieter de Molijn meurt à Haarlem en mars 1661, et est enterré le 23 de ce mois.

## Œuvres
- Tableaux

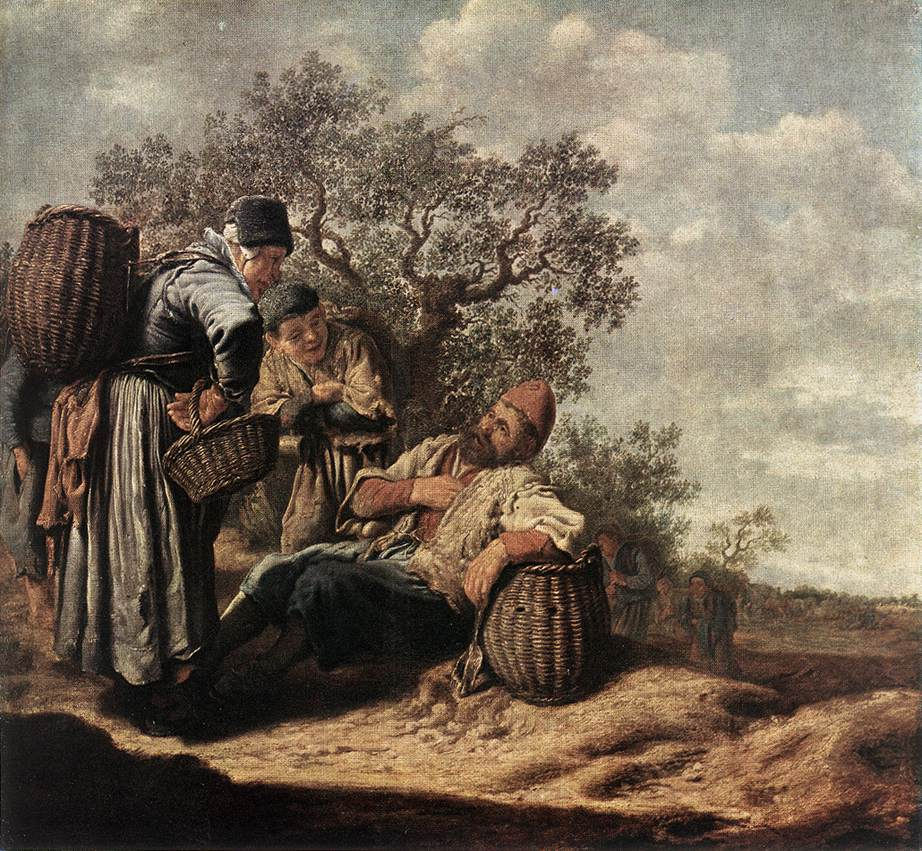
Paysage avec passants conversant. Ca. 1640. Budapest, Musée des beaux-arts de Budapest.

  - Chambéry ; musée des Beaux-Arts, Paysage, acquis en 1831.
  - Quimper, musée des Beaux-Arts, Paysans près d'une habitation rustique, acquis en 1864 de Jean Marie de Silguy.
  - Saint-Omer, musée de l'hôtel Sandelin, Chaumière dans un bouquet d'arbres, acquis en 1900.
- Dessins
  - Chantilly, musée Condé, L'Enclos.
  - Lille, musée des Beaux-Arts, Ruines dans un paysage avec figures et animaux.
  - Paris, musée du Louvre, une dizaine de dessins dont un provenant du célèbre collectionneur Mariette, plusieurs de Saint-Morys, un de His de la Salle.

## Prix records
- En huile : Paysage, huile sur bois, 36,2 par 49 cm, Sotheby's Londres, 6 juillet 1994, lot n° 7, 87 300 £.
- En dessin : Paysage d'hiver avec patineurs, craie et lavis, 15,2 par 20,2 cm, Sotheby's New York, 23 janvier 2001, lot n° 139, 35 250 $.